# Джон Френсіс Кемпбелл
Джон Френсіс Кемпбелл (англ. John Francis Campbell; нар. 11 квітня 1957, авіабаза Лорін, Мен) — американський воєначальник, генерал армії США (2013), 34-й заступник начальника штабу Армії США (2013—2014), з серпня 2014 до березня 2016 року очолював Міжнародні сили сприяння безпеці та Збройні сили США в Афганістані. Учасник війн в Афганістані та Іраку.

## Біографія
Військова кар'єра
- 6 червня 1979 — другий лейтенант
- 21 лютого 1981 — перший лейтенант
- 1 червня 1983 — капітан
- 1 жовтня 1990 — майор
- 1 квітня 1995 — підполковник
- 1 червня 2000 — полковник
- 1 жовтня 2005 — бригадний генерал
- 7 листопада 2008 — генерал-майор
- 6 вересня 2011 — генерал-лейтенант
- 8 березня 2013 — генерал

Джон Френсіс Кемпбелл народився 11 квітня 1957 на авіаційній базі Лорін, у штаті Мен в родині старшого майстер-сержанта Повітряних сил і виріс на військових базах світу, де проходив службу його батько. У 1975 році поступив на курси підготовки офіцерів резерву Повітряних сил, у червні 1979 року закінчив Військову академію США та, з отриманням звання другого лейтенанта, пішов служити до піхотної частини командиром взводу. Згодом служив на різних командних посадах у Західній Німеччині.
Пізніше проходив військову службу в частинах спеціального призначення, був командиром батальйону 5-ї групи спецоперацій армії у Форт Бреггі. Звідси продовжив кар'єру у 82-й повітрянодесантній дивізії. Після завершення навчання у Командно-штабному коледжі армії США призначений начальником відділу тренувань та операцій, начальником оперативного відділу 2-ї бригади, 325-го парашутного полку. За часів операції «Підтримка демократії» на Гаїті був ад'ютантом командира 18-го повітрянодесантного корпусу.
Кемпбелл командував 2-м батальйоном 5-го піхотного полку 25-ї піхотної дивізії в Шофілд Барракс на Гаваях до моменту поступання до Воєнного коледжу армії США в Карлайлі. Після здобуття вищої військової освіти командував 1-ю бригадою 82-ї дивізії та 504-м парашутним полком, що діяв в Афганістані у ході операції «Непохитна свобода».
У подальшому на різнорідних посадах, був помічником начальника штабу армії Пітера Шумайкера. У 2005 році призначений заступником командира 1-ї кавалерійської дивізії у Форт Худ у Техасі, звідси відряджений заступником командира Багатонаціональної дивізії Багдад, що виконувала окупаційні функції в Іраку. У 2009 році генерал Кемпбелл призначений командиром 101-ї повітрянодесантної дивізії у Форт Кемпбелл, у Кентуккі. З червня 2010-го до травня 2011 року — командувач Регіонального командування «Схід» в Афганістані. Після повернення отримав пропозицію на посаду заступника начальника штабу армії з операцій, тренувань та підготовки з одночасним присвоєнням військового звання генерал-лейтенант.
8 березня 2013 року йому присвоєне звання генерала та призначено на посаду заступника начальника штабу армії.
23 липня 2014 року генерала визначено командувачем Міжнародних сил сприяння безпеці. 2 березня 2016 року його змінив на цьому посту генерал Джон Вільям Ніколсон. 1 травня 2016 року генерал Джон Френсіс Кемпбелл звільняється у відставку.